# Abdelhak Aszik
Abdelhak Aszik (arab. ‏عبد الحق عشيق‎; ur. 11 marca 1959) – marokański bokser,  brązowy medalista letnich igrzysk olimpijskich w Seulu w kategorii piórkowej.
W pierwszej walce na turnieju olimpijskim pokonał Francisco Avelara z Salwadoru. W drugim pojedynku wygrał przez nokaut w pierwszej rundzie z brązowym medalistą z igrzysk olimpijskich z Los Angeles, Omarem Catarím. Takim samym rezultatem zakończyła się jego trzecia walka, z Chińczykiem Liu Dongiem. W półfinale przegrał z późniejszym złotym medalistą, Giovannim Parisim z Włoch.
Jego młodszy brat Muhammad Aszik był również bokserem, medalista olimpijskim z 1992 w Barcelonie.